# Premio Janusz A. Zajdel
Il premio Janusz A. Zajdel (Nagroda imienia Janusza A. Zajdla), spesso chiamato solo Zajdel, è il premio annuale assegnato dai fan di fantascienza e fantasy polacchi per le migliori storie di questi generi pubblicate durante l'anno precedente la premiazione. Il nome del premio è stato scelto in onore di Janusz Andrzej Zajdel (1938-1985), fisico e scrittore di fantascienza polacco.
I vincitori vengono scelti dai voti dei fan presenti alla convention Polcon e possono ricevere fino a cinque candidature in ciascuna delle due categorie:
- Romanzo: opere più lunghe di 100 pagine standard (di 1800 caratteri),
- Racconto: opere brevi.

Il metodo di voto prevede una serie di votazioni con eliminazione dell'ultimo, finché uno dei candidati non ottiene la maggioranza. Esiste la possibilità che non venga premiato nessuno.
I conteggi dei voti non vengono annunciati.

## Storia
Il premio fu creato nel 1985 con il nome di Sfinks (Italiano: Sfinge).
Dopo la morte del primo vincitore, Janusz A. Zajdel, il nome fu cambiato in suo onore.
Fino al 1989 il premio veniva assegnato solo dalle associazioni dei fan di fantascienza,
dal 1990 tutti i fan presenti al Polcon possono votare.
Fino al 1991 veniva assegnato un solo premio alla migliore storia,
dal 1992 ci sono due categorie.

## Vincitori
L'anno dato è quello della pubblicazione. Dal 1992 la prima fila è un romanzo, la seconda un racconto.
- 1984 - Janusz A. Zajdel, Paradyzja (romanzo)
- 1985 - Marek Baraniecki, Głowa Kasandry (romanzo)
- 1986 - nessun vincitore
- 1987 - nessun vincitore
- 1988 - Edmund Wnuk-Lipiński, Rozpad połowiczny (novel)
- 1989 - nessun vincitore
- 1990 - Andrzej Sapkowski, Mniejsze zło (racconto)
- 1991 - Marek S. Huberath, Kara większa (racconto)
- 1992
  - Feliks W. Kres, Król bezmiarów
  - Andrzej Sapkowski, Miecz przeznaczenia
- 1993
  - nessun vincitore
  - Andrzej Sapkowski, W leju po bombie
- 1994
  - Andrzej Sapkowski, Krew elfów
  - Ewa Białołęcka, Tkacz Iluzji
- 1995
  - Rafał A. Ziemkiewicz, Pieprzony los kataryniarza
  - Konrad T. Lewandowski, Noteka 2015
- 1996
  - Tomasz Kołodziejczak, Kolory sztandarów
  - Rafał A. Ziemkiewicz, Śpiąca królewna
- 1997
  - Marek S. Huberath, Druga podobizna w alabastrze
  - Ewa Białołęcka, Błękit Maga
- 1998
  - Rafał A. Ziemkiewicz, Walc stulecia
  - Anna Brzezińska, A kochał ją, że strach
- 1999
  - Marek S. Huberath, Gniazdo światów
  - Antonina Liedtke, CyberJoly Drim
- 2000
  - Anna Brzezińska, Żmijowa harfa
  - Jacek Dukaj, La cattedrale (Katedra)
- 2001
  - Jacek Dukaj, Czarne oceany
  - Andrzej Ziemiański, Autobahn nach Poznań
- 2002
  - Andrzej Sapkowski, Narrenturm
  - Andrzej Pilipiuk, Kuzynki
- 2003
  - Jacek Dukaj, Inne pieśni
  - Andrzej Ziemiański, Zapach szkła
- 2004
  - Jacek Dukaj, Perfekcyjna niedoskonałość
  - Anna Brzezińska, Wody głębokie jak niebo
- 2005
  - Jarosław Grzędowicz, Pan Lodowego Ogrodu tom I
  - Jarosław Grzędowicz, Wilcza zamieć
- 2006
  - Jarosław Grzędowicz, Popiół i kurz
  - Maja Lidia Kossakowska, Smok tańczy dla Chung Fonga
- 2007
  - Jacek Dukaj, Lód
  - Wit Szostak, Miasto grobów. Uwertura
- 2008
  - Rafał Kosik, Kameleon
  - Anna Kańtoch, Światy Dantego
- 2009
  - Anna Kańtoch, Przedksiężycowi, tom 1
  - Robert M. Wegner, Wszyscy jesteśmy Meekhańczykami
- 2010
  - Jacek Dukaj, Król Bólu i pasikonik
  - Anna Kańtoch, Duchy w maszynach
- 2011
  - Maja Lidia Kossakowska, Grillbar Galaktyka
  - Jakub Ćwiek, Bajka o trybach i powrotach
- 2012
  - Robert M. Wegner, Niebo ze stali
  - Robert M. Wegner, Jeszcze jeden bohater
- 2013
  - Krzysztof Piskorski, Cienioryt
  - Anna Kańtoch, Człowiek nieciągły
- 2014
  - Michał Cholewa, Forta
  - Anna Kańtoch, Sztuka porozumienia
- 2015
  - Robert M. Wegner, Pamięć wszystkich słów
  - Robert M. Wegner, Milczenie owcy
- 2016
  - Krzysztof Piskorski, Czterdzieści i cztery
  - Łukasz Orbitowski e Michał Cetnarowski, Wywiad z Borutą
- 2017
  - Rafał Kosik, Różaniec
  - Marta Kisiel, Szaławiła
- 2018
  - Robert M. Wegner, Każde martwe marzenie
  - Marta Kisiel, Pierwsze słowo
- 2019
  - Radek Rak, Baśń o wężowym sercu albo wtóre słowo o Jakóbie Szeli
  - Marta Potocka, Chomik